# Чичимека-хонас (язык)
Чичимека-хонас (также: хонас, чичимека) — один из индейских языков Мексики, принадлежит к ото-мангской семье языков. Распространён в посёлке Мисьо-де-Чичимекас, на холме к востоку от города Сан-Луис-де-ла-Пас, в штате Гуанахуато. Ранее был распространён более широко. Сами индейцы чичимака-хонас называют себя úza, а свой язык – eza'r.
Является тональным языком, выделяют 2 тона: высокий и низкий.